# FN:s ekonomiska kommission för Afrika
Ekonomiska kommissionen för Afrika (engelska: Economic Commission for Africa, förkortat ECA) är Förenta nationernas ekonomiska kommission för Afrika. Det är ett av fem regionala organ under Ekonomiska och sociala rådet.
ECA har sitt säte i Addis Ababa, Etiopien. Dessutom finns regionala kontor i Kamerun, Rwanda, Marocko, Zambia och Niger.
Bland ECA:s projekt finns det transafrikanska huvudvägnätet.